# Legacy of Brutality
Legacy of Brutality è la prima raccolta completa (escludendo la raccolta-EP Beware) del gruppo punk The Misfits, uscita nel 1985.
L'album raccoglie materiale raro ed inedito della band, dai loro inizi del 1977 fino al 1981. Troviamo infatti la parte inedita del loro album di esordio del 1978, pubblicato solo successivamente nel 1997. Sono presenti anche le a-side dei singoli non provenienti da album, come Halloween e Who Killed Marilyn?.

## Tracce
1. Static Age (Danzig) - 1:47
2. T.V. Casualty (Danzig) - 2:34
3. Hybrid Moments (Danzig) - 1:39
4. Spinal Remains (Danzig) - 1:24
5. Come Back (Danzig) - 5:00
6. Some Kinda Hate (Danzig) - 2:08
7. Theme for a Jackal (Danzig) - 2:37
8. Angelfuck (Danzig) - 1:34
9. Who Killed Marilyn? (Danzig) - 1:56
10. Where Eagles Dare (Danzig) - 1:58
11. She (Danzig) - 1:22
12. Halloween (Danzig) - 1:46
13. American Nightmare (Danzig) - 1:42